# Copestylum florida
Copestylum florida är en tvåvingeart som först beskrevs av Hull 1941.  Copestylum florida ingår i släktet Copestylum och familjen blomflugor. Inga underarter finns listade i Catalogue of Life.